# Abder Ziriouhi
Abder Ziriouhi (27 maart 1992) is een Marokkaanse middenvelder/aanvaller die op dit moment uitkomt voor KFC Oosterzonen Oosterwijk.
Hij komt over van tweede provincialer Verbroedering Maasmechelen en kon tijdens een korte testperiode de staf van Lommel United overtuigen.
Op de 18de speeldag van het seizoen 2011/12 mocht hij zijn debuut maken in het eerste elftal. In de 79ste minuut mocht hij invallen voor Jérôme Colinet in de met 2-1 verloren uitwedstrijd tegen Antwerp FC.

## Statistieken
| Seizoen         | Club                       | Competitie        | Competitie | Competitie | Play-offs | Play-offs | Beker | Beker | Totaal | Totaal |
| Seizoen         | Club                       | Competitie        | Wed.       | Dlp.       | Wed.      | Dlp.      | Wed.  | Dlp.  | Wed.   | Dlp.   |
| --------------- | -------------------------- | ----------------- | ---------- | ---------- | --------- | --------- | ----- | ----- | ------ | ------ |
| 2010-2011       | Verbroedering Maasmechelen | 2de Prov. Limburg | ?          | ?          | —         | —         | ?     | ?     | ?      | ?      |
| 2011-2012       | Lommel United              | Exqi League       | 9          | 0          | —         | —         | 0     | 0     | 9      | 0      |
| 2012-2013       | Esperanza Neerpelt         | Vierde klasse C   | 3          | 1          | —         | —         | 0     | 0     | 3      | 1      |
| 2013-2014       | Esperanza Neerpelt         | Vierde klasse C   | 7          | 1          | 2         | 0         | 4     | 3     | 13     | 4      |
| 2014-2015       | KFC Oosterzonen Oosterwijk | Derde klasse B    | 3          | 0          | —         | —         | 0     | 0     | 3      | 0      |
| Carrière totaal | Carrière totaal            | Carrière totaal   | 22         | 2          | 2         | 0         | 4     | 3     | 28     | 5      |